# Creagrocercidae
Creagrocercidae é uma família de nematóides pertencentes à ordem Spirurida.
Género:
- Creagrocercus Baylis, 1943